# عبد الله بن حمدان التغلبي
أَبُو اَلهَيْجَاء عَبْدُ اللهِ بْنُ حَمْدَانِ بْنِ حَمْدُونِ التَغْلِبِي (توفي عام 929)، هو أحد الأعضاء الأوائل في السلالة الحمدانية، الذي خدم في الدولة العباسية كقائد عسكري وحاكم للموصل (في 906/5–914/3، 915/4، ومرة أخرى في 925–929). نظراً لصفاته المحترمة، فقد شارك في مؤامرات البلاط في بغداد، ولعب دوراً قيادياً في اغتصاب الخلافة القصير للقاهر بالله في فبراير 929، والذي قُتل خلاله. قام أبناؤه ناصر الدولة وسيف الدولة بتأسيس إمارتي الموصل وحلب الحمدانية.

## نسبه

شجرة عائلة السلالة الحمدانية.

عبد الله بن حمدان بن حمدون بن الحارث بن لقمان بن راشد بن المثنى بن رافع بن الحارث بن غطيف بن محربة بن حارثة بن مالك بن عبيد بن عدي بن أسامة بن مالك بن بكر بن حبيب بن عمرو بن غنم بن تغلب بن وائل بن قاسط بن هنب بن أفصى بن دعمي بن جديلة بن أسد بن ربيعة بن نزار بن معد بن عدنان.

## حياته
كان عبد الله ابنًا لمؤسس السلالة الحمدانية الذي هو زعيم القبيلة التغلبي حمدان بن حمدون، وكانت أمه كردية. بعد أن دخلت الأسرة الخدمة العباسية في مطلع القرن العاشر، تم تعيين عبد الله واليًا على الموصل في 906/5. ومن ذلك الحين بدأ بمحاربة القبائل الكردية المحلية.
وفي عام 908، أُمر بمطاردة أخيه الحسين، الذي كان متورطًا في محاولة اغتصاب الخلافة الفاشلة لعبد الله بن المعتز، لكنه فشل في القبض عليه. وبدلاً من ذلك، تفاوض شقيقهم إبراهيم على العفو عن الحسين، الذي أُعيد إلى الخدمة العباسية. وفي عام 914/3، عُزل من منصبه، وقام بعد ذلك بثورة لم تدُم طويلاً ثم استسلم للقائد العباسي مؤنس المظفر، وأعيد إلى منصب الوالي في العام التالي. كما إن سبب إقالته الأولى غير معروف. وفي عام 914، قام شقيقه الحسين بثورة وهزمه مؤنس، وتم أسره ونقله إلى بغداد، حيث تم إعدامه عام 918. ونتيجة لذلك وقع عبد الله تحت الشك، وسُجن لفترة وجيزة مع شقيقه إبراهيم.
بعد إطلاق سراحه، انضم عبد الله إلى مؤنس في حملة ضد حاكم أذربيجان المتمرد، يوسف بن أبي الساج في عام 919، وفي عام 920 تولى منصب حاكم ولايتي طريق خراسان ودينور. في سنة 924/3 كُلف بحماية طرق الحج من القرامطة. وعند العودة من مكة إلى بغداد، تعرضت قافلة الحج لهجوم من قبل القرامطة بقيادة أبي طاهر سليمان. تم أسر عبد الله مع العديد من الشخصيات المهمة، لكنه تمكن من التفاوض على إطلاق سراحه وإطلاق سراح الأسرى الآخرين في العام التالي. وأخيرًا، في عام 925، أُعيد تعيينه في الموصل، وتولى بالإضافة إلى ذلك منطقة بزبدة شرق نهر دجلة.
بصفته عضوًا بارزًا في البلاط العباسي، كان عبد الله غائبًا في الغالب عن الموصل، وبدلاً من ذلك عهد بالمنطقة إلى ابنه الحسن نائبًا له. خلال هذه السنوات، تحالف الحمدانيون مع مؤنس؛ وفي إحدى المرات، وعد عبد الله وإخوته بالقتال من أجله "حتى تنمو لحيته" (كان مؤنس خصيًا).  في عام 927، غزا القرامطة العراق، وهددوا بغداد نفسها، وانضم عبد الله مع إخوته الباقين على قيد الحياة إلى الجيش العباسي الذي أُرسل ضدهم. وتنسب المصادر إلى عبد الله دوراً رئيسياً في صد هجوم القرامطة. خاصة مع فكرة تدمير الجسر فوق نهر الزبارة، وبالتالي منع القرامطة من التقدم إلى بغداد.
كان ابن خال المقتدر هارون بن غريب يهدف إلى استبدال مؤنس كقائد أعلى للقوات المسلحة ونجح في تعيينه حاكماً لولاية الجبال، كما أقال عبد الله من ولايته على دينور، الأمر الذي أثار غضب الحمدانيين وتسبب في قدومه بقواته إلى بغداد للانتقام من هارون. قادته هذه التظلمات إلى التحالف مع قائد شرطة بغداد المدعو نازوك، وبدأ الأثنان معًا في تأليب مؤنس ضد هارون والخليفة. استجاب المقتدر بسهولة لمطالب مؤنس بإبعاد هارون، لكن المتآمرين، بقيادة نازوك، عازمون الآن على خلع الخليفة على الفور.  في صباح يوم 27 فبراير 929، اقتحموا القصر وعزلوا المقتدر لصالح أخيه الغير شقيق القاهر بالله. وبسبب دوره، حصل عبد الله على منصب حاكم واسع النطاق، ولكن في غضون أيام قليلة، ظهرت معارضة للنظام الجديد، وتم محاصرة القاهر وأنصاره في قصر الخليفة. قُتل عبد الله هناك دفاعًا عن القاهر، الذي أقسم على حمايته (والذي سيحكم فعليًا كخليفة في 932–934). نالت صفاته كرجل أمين وكريم ومحارب شجاع إعجاب الجميع، حتى أن الخليفة المُستعاد، المقتدر، أصدر عفوًا عنه على أمل أن يتم القبض عليه حيًا، ثم حزن على موته.

## سلالته
تمكن ابنه الحسن، المعروف باسم ناصر الدولة، من تأمين الحكم على الموصل وأعالي بلاد ما بين النهرين، وأسس إمارة شبه مستقلة هناك. ومثل والده، شارك في مؤامرات البلاط في بغداد، وتمكن حتى من السيطرة على المدينة والخلافة العباسية عام 942، ولكن دون نجاح دائم. حكم نسله الموصل حتى تم استبدالهم بالعقيليين في عام 990. كما إن علي، الابن الأصغر لعبد الله المعروف باسم سيف الدولة قام بتأسيس إمارته الخاصة في حلب وشمال سوريا في منتصف أربعينيات القرن العشرين، واشتهر باعتباره بطل الإسلام ضد الإمبراطورية البيزنطية وراعيًا للفنون والآداب في بلاطه. استمر الحمدانيون بحكم حلب حتى عام 1002.